# Вальдекаррос
Вальдекаррос (ісп. Valdecarros) — муніципалітет в Іспанії, у складі автономної спільноти Кастилія-і-Леон, у провінції Саламанка. Населення — 391 особа (2010).
Муніципалітет розташований на відстані близько 160 км на північний захід від Мадрида, 23 км на північний схід від Саламанки.

## Демографія
Динаміка населення (INE ):

## Галерея зображень

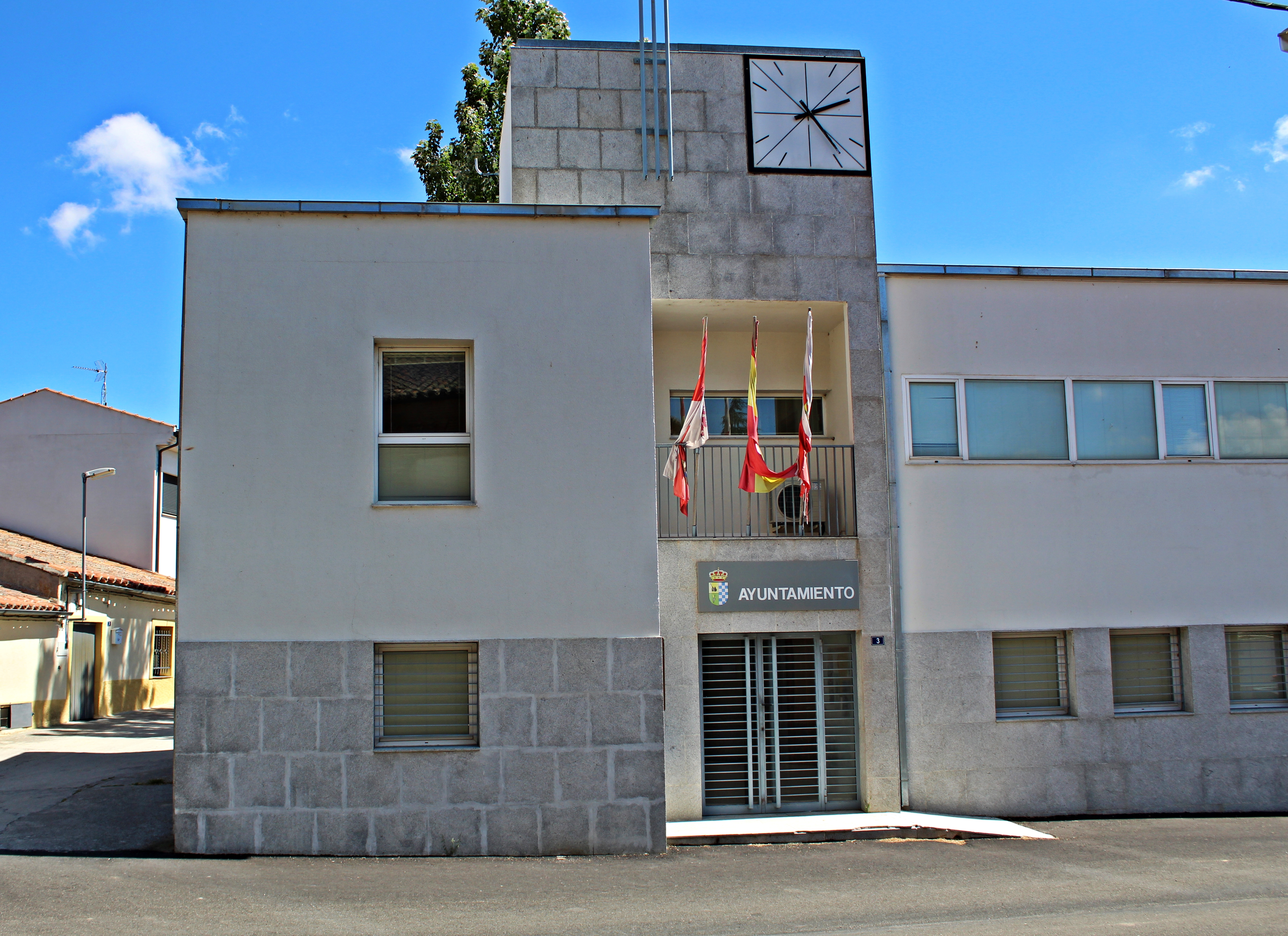
Мерія Вальдекаррос
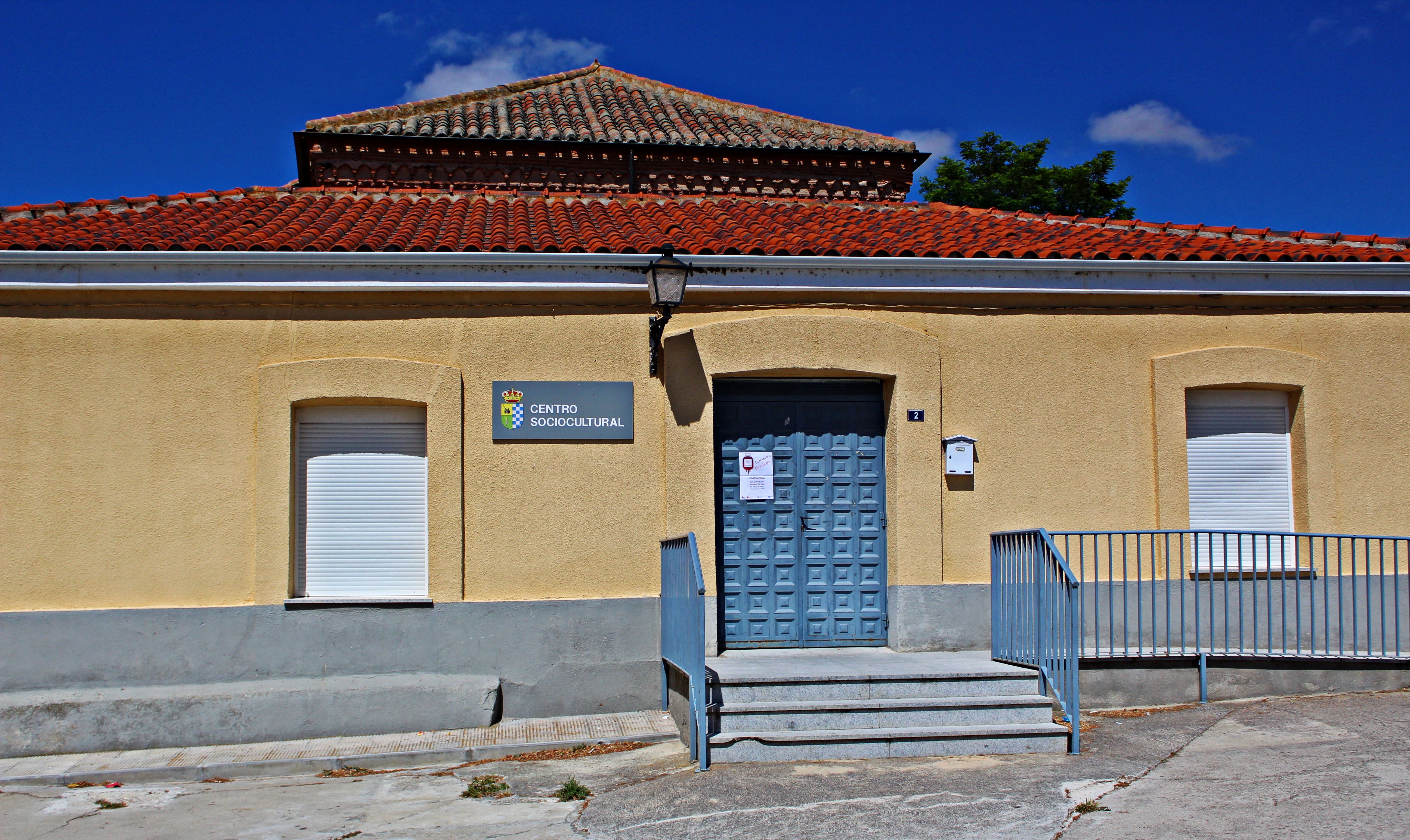
Соціокультурний центр Вальдекаррос
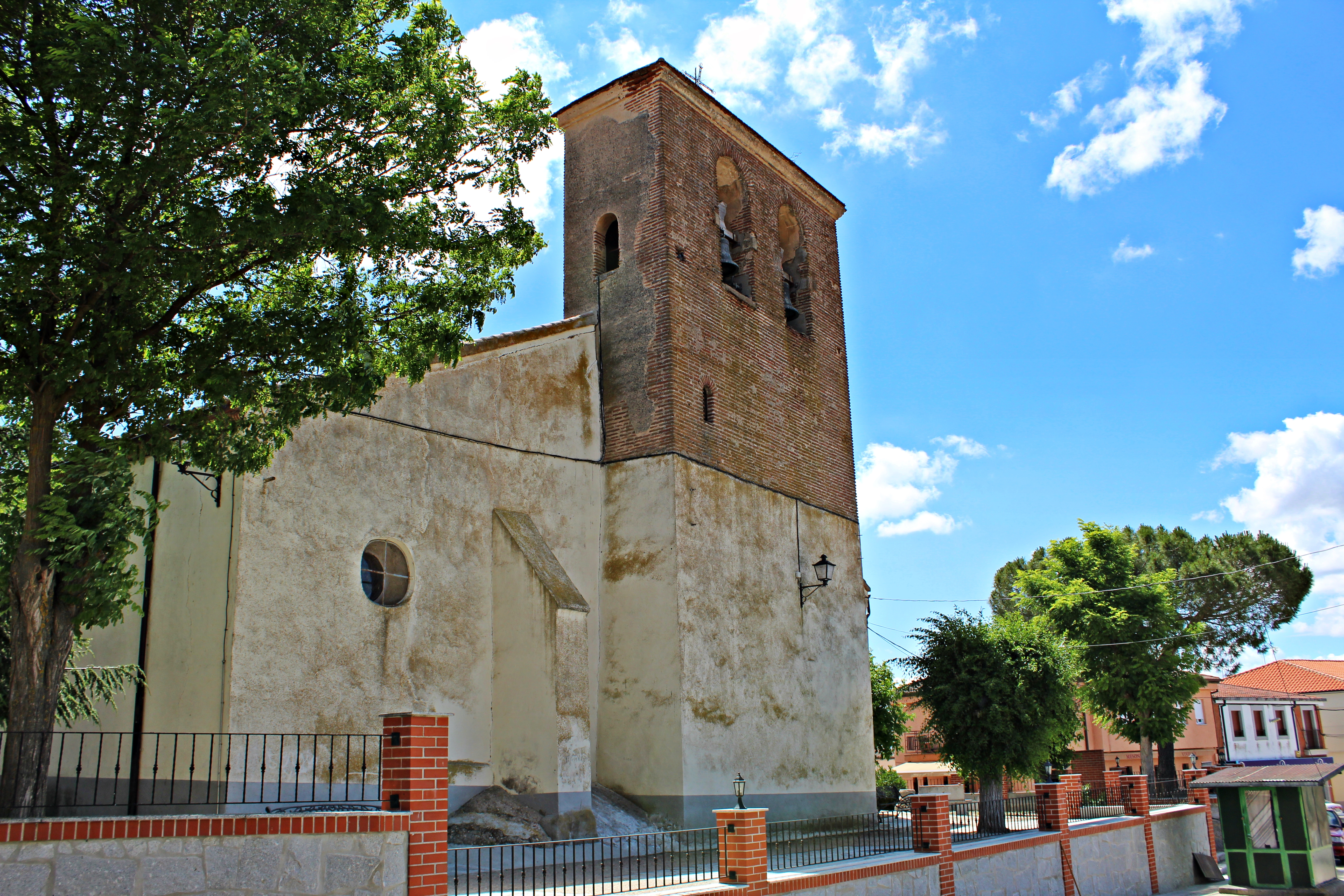
Церква Вальдекаррос

## Зовнішні посилання
- Провінційна рада Саламанки: індекс муніципалітетів [Архівовано 23 квітня 2009 у Wayback Machine.]
- Посилання на Google Maps